# Рефтинська АЕС
Рефтинська атомна електростанція (рос. Рефтинская АЭС) — планована атомна електростанція в Росії, яку планують побудувати поблизу міста Рефтинський Свердловської області. Про плани її будівництва було оголошено в серпні 2024 року в рамках нової програми будівництва АЕС, запровадженої урядом Росії. Електростанція має бути оснащена реактором на швидких розмножувачах БН-1200 і стане другою атомною електростанцією в регіоні після Білоярської атомної електростанції.

## Історія та технічна інформація

### Початки
Плани будівництва атомної електростанції біля міста Рефтинський у Свердловській області вперше з’явилися в серпні 2024 року. Тоді російський уряд оголосив, що має намір побудувати до 33 нових ядерних реакторів по всій Росії в рамках нового плану з побудувати атомні електростанції до 2042 року.
Електростанція повинна мати один реактор-розмножувач БН-1200 з натрієвим охолодженням валовою потужністю 1255 МВт. Попередник цього реактора знаходиться на Білоярській атомній електростанції у варіанті 885 МВт; БН-800.
За наявною інформацією, електростанція повинна запрацювати в 2041 році.

### Розташування
АЕС мають побудувати поблизу міста Рефтинський Свердловської області. Перевагою цього розташування є те, що вугільна Рефтинська ТЕС також розташована поблизу міста, тому можна використовувати існуючу інфраструктуру, таку як залізниці та дороги для транспортування важких компонентів. Містечко Рефтинський, яке обслуговує працівників діючої вугільної електростанції, можна розширити і обслуговувати також для працівників атомної електростанції. Ще одна суттєва перевага – це близькість Білоярської АЕС, яка має подібні реактори, тому можна буде використовувати схожі та вже відомі способи транспортування компонентів, як під час будівництва Білоярської електростанції.

## Інформація про реактори
| Реактор     | Тип реактора | Продуктивність | Продуктивність | Початок будівництва | Підключення до мережі | Введення в експлуатацію | Закриття |
| Реактор     | Тип реактора | Нетто          | Брутто         | Початок будівництва | Підключення до мережі | Введення в експлуатацію | Закриття |
| ----------- | ------------ | -------------- | -------------- | ------------------- | --------------------- | ----------------------- | -------- |
| Рефтинськ-1 | БН-1200      |                | 1255 МВт       |                     | 2041                  |                         |          |